# كراكر (ون بيس)
قالب:كراكرشارلوت كراكر (بالإنجليزية: Charlotte Cracker) (باليابانية: シャーロット・クラッカ)، هوأحد شخصيات أنمي ومانغا ون بيس، هو القائد الثالث من قادة الحلوى الثلاث يعمل لدى البيغ مام.
يُلقب بكراكر ذو الألف ذراع  وهو الابن العاشر لعائلة شارلوت ويُعتبر قائد الجيش في جزيرة الكعكة الكاملة. تقدر جائزته بحوالي 860,000,000 بيري.

## ظهوره وصفاته
أرسلته البيج مام لكي يهزم مونكي دي لوفي ونامي في غابة الإغواء وهو فخور جداً بعدم معرفة العالم لوجهه الحقيقي مع الإشارة إلى أن صورة الحكومة العالمية غير صحيحة له في ملصق المطلوبين ويمتلك فاكهة البسكوت.
ظهر لأول مرة في المانجا فصل 835  الحلقة 796، ولكنه هُزم في المانجا على يد لوفي فصل رقم 842 الحلقة 806 بعد أن علمت نامي نقطة ضعف فاكهته وهي الماء واستخدمت المطر وجعلت لوفي ياكل البسكويت ويتحول إلى الجير فورث ولكن بشكل جديد وهو تانك مان (الرجل الدبابة) بدلا من باوند مان (الرجل المرتد) ويضربه لوفي ويهزمه بـ «كانون بول» أي كرة المدفع واستمرت معركة لوفي وكراكر 11 ساعة متتالية ضمن استرتيجيه لوفي اكل ومقاتله وهرب مع التكرار الحلقة 806
مظهره:
كراكر هو من بين الشخصيات الثانوية في مسلسل ون بيس، وهو ذو شعر طويل مربوط بلون بنفسجي أضاف إلى الشعر جمالية كبيرة، لون بشرته سمراء وهو دائما ما يظهر بسروال واسع ويرتدي سترة مفتوحة تسمح لعضلاته الضخمة المفتولة بالظهور مضفية على جسمه لمسة رائعة ومما يزيد هذا روعة قامته الفارعة يتفنن في في استفزاز اعدائه بشتى الطرق.